# Tumbes (departement)

Regionens läge i Peru

Tumbes är ett av 24 departement i Peru. Det är beläget i den nordvästliga delen av Peru, vid Stillahavskusten och gränsar till Ecuador i norr och i öst och med Piura i söder. Enligt folkräkningen 2005 är folkmängden 191.713 personer. Huvudorten är staden Tumbes.

## Administrativ indelning
Tumbes delas in i tre provinser:

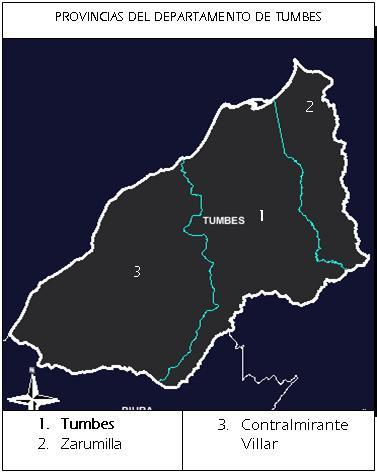
Administrativ indelning av Tumbes.

- Zarumilla, med sin huvudort Zarumilla
- Tumbes, med sin huvudort Tumbes
- Contralmirante Villar, med sin huvudort Zorritos

## Klimat
Klimatet i Tumbesregionen är varmt, tropiskt och halvtropiskt klimat, med en medeltemperatur mellan 27 °C och 27,5 °C. Maximitemperaturen under sommaren är 40 °C (framförallt när El Niño-fenomenet uppträder) och 18 °C under vintermånaderna. Temperaturen går sällan på dagtid under 26 °C, under vår och höst växlar temperaturen mellan 30 °C och 22 °C.

## Ekonomi
De viktigaste jordbruksprodukterna i regionen är tobak, ris, bomull, banan, camote och frukt. Det finns också uppfödning av kor och getter. Utöver tillgångar på olja och gas finns också icke-metalliska fyndigheter av kol, bentonit, salt, gips och alun.
Departementets interna bruttoprodukt uppgick 1996 till 613 976 miljoner (nya) soles.

## Historia
Området som nu omfattas av departementet Tumbes befolkades under tiden före Inkariket av stora grupper av jordbrukare, jägare och handelsmän. Bland dessa människogrupper märks Yumplekulturen. Dess folk kom att bli de bästa sjöfararna längs den peruanska kusten. Dessutom utmärkte de sig för sina arbeten i snäckskal (av arten lat. spondyllus pictorum).
Senare inkorporerades området i Chimuväldet. Under inkatiden, och särskilt under inkan Pachacútec, utvidgade cuscoborna sina domäner ända till Tumbes.
1532 anlände de första spanjorerna under befäl av Francisco Pizarro till hamnen i Leña. På Tumbes mark ägde sedan det första mötet rum mellan den västerländska kulturen och Inkariket, vilket utmärktes av ett starkt motstånd från de inföddas sida i Slaget vid Manglares. Innan Pizarro lämnade området reste han ett kors, symbolen för kristenheten, på den strand vi i dag känner som caleta La Cruz (”Korsviken”).
Tumbes självständighet proklamerades 7 januari 1821. Stridsviljan och patriotismen hos tumbesinerna blev tydlig, ännu en gång, under konflikten 1941 med Ecuador.
Tumbes upphöjdes till nivån ”departement” (=”län”) 1943 som erkänsla för tumbesinernas stöd till den peruanska segern emot ekvatorianerna. Efter Slaget vid Zarumilla löstes konflikten med undertecknandet av Talarafördraget, en föregångare till Rio de Janeirofördraget 1942.

## Folklore från Tumbes
Typisk folklore från Tumbes är Danza de la Pava (”Kalkonhönans dans”) som är ett slags  tondero i samma rytm som den peruanska valsen. Även cumananas som kommer från Piura, peruansk vals och pasillos som härstammar från närbelägna Ecuador och ”San Juanitos” är typiska danser från Tumbes.